# René Vandereycken
René Vandereycken (Spalbeek, 22 luglio 1953) è un allenatore di calcio ed ex calciatore belga.
Ha ricoperto il ruolo di commissario tecnico della Nazionale di calcio del Belgio dal gennaio 2006 all'aprile 2009.

## Carriera

### Giocatore

Vandereycken con la maglia del nella stagione 1981-1982.

#### Club
Debutta nella massima divisione belga nella stagione 1974-1975 con la maglia del Club Bruges, che sta attraversando uno dei suoi periodi migliori della sua storia: guidato da Ernst Happel raggiunge infatti due finali continentali, quella della Coppa UEFA 1975-1976 e quella della Coppa dei Campioni 1977-1978. La squadra viene sconfitta in entrambe le occasioni dal Liverpool, tuttavia Vandereycken ha la soddisfazione di segnare il gol che dà l'accesso all'ultima di queste: è lui infatti l'autore del 2-0 nei tempi supplementari della semifinale contro la Juventus. Il giocatore termina la militanza nella squadra vincendo 4 titoli ed una Coppa; scende inoltre in campo 234 volte in campionato e segna 63 gol.
Nell'estate del 1981 si trasferisce in Italia per giocare nel neopromosso Genoa, diventando così il primo straniero del club dalla riapertura delle frontiere. Esordisce in Serie A alla seconda giornata di campionato, in occasione del pareggio esterno col Como, chiudendo la stagione con 25 presenze e senza deludere le aspettative. Nell'annata successiva è invece costretto a farsi operare il ginocchio dopo le prime partite: questo a causa di un grave infortunio riportato in estate in una gara con la sua nazionale. Il Genoa ottiene un'altra salvezza in A, ma le sue presenze in campionato sono solo 3.
Nel 1983 viene ingaggiato dall'Anderlecht, nelle cui file torna però titolare: disputa infatti 94 gare in 3 anni, segnando 13 gol. Vince altri due titoli, inoltre raggiunge le semifinali della Coppa dei Campioni 1985-1986. Gioca poi in Bundesliga, nel neopromosso Blau-Weiß Berlin, che però retrocede a fine stagione. L'ultimo club in cui milita è il Gent, con cui retrocede il primo anno. Si ritira dal calcio giocato nel 1989, una volta riconquista la massima divisione coi Bufali.

#### Nazionale
Gioca la prima partita col Belgio nel 1975, venendo in seguito selezionato nella rosa che partecipa al campionato d'Europa 1980. Qui gioca tutte le partite, in particolare è l'autore del provvisorio pareggio nella finale di Roma contro la Germania Ovest, che alla fine vince 2-1. Viene convocato anche per il campionato del mondo 1982, ma non viene mai utilizzato. Gioca invece tutte le 3 partite del campionato d'Europa 1984 nel quale i Diavoli Rossi non superano la prima fase, ed è presente anche in Messico per il campionato del mondo 1986; la squadra finisce quarta, e Vandereycken dà il suo contributo scendendo in campo nelle gare contro Iraq e Messico del primo turno. In totale gioca in nazionale 50 partite segnando 3 gol.

### Allenatore
Inizia la carriera di allenatore nel Gent, nell'ultimo anno come giocatore; sulla panchina dei bufali ottiene un terzo posto nel campionato 1990-1991 e l'approdo ai quarti nella successiva Coppa UEFA. Dopo un breve periodo allo Standard Liegi allena per 3 stagioni l'RWD Molenbeek, seguite da due brevi esperienze con Anderlecht e Magonza. In seguito va per due stagioni nei Paesi Bassi al Twente, con cui conquista la KNVB beker 2000-2001. Tornato in patria ottiene un altro terzo posto nella Division I 2004-2005 col Genk.
Vandereycken diventa poi commissario tecnico del Belgio, tra il 2005 e il 2009; in questo periodo manca però la qualificazione sia al campionato d'Europa 2008 che al campionato del mondo 2010.

## Statistiche

### Cronologia presenze e reti in nazionale
| Cronologia completa delle presenze e delle reti in nazionale ― Belgio | Cronologia completa delle presenze e delle reti in nazionale ― Belgio | Cronologia completa delle presenze e delle reti in nazionale ― Belgio | Cronologia completa delle presenze e delle reti in nazionale ― Belgio | Cronologia completa delle presenze e delle reti in nazionale ― Belgio | Cronologia completa delle presenze e delle reti in nazionale ― Belgio | Cronologia completa delle presenze e delle reti in nazionale ― Belgio | Cronologia completa delle presenze e delle reti in nazionale ― Belgio |
| Data                                                                  | Città                                                                 | In casa                                                               | Risultato                                                             | Ospiti                                                                | Competizione                                                          | Reti                                                                  | Note                                                                  |
| --------------------------------------------------------------------- | --------------------------------------------------------------------- | --------------------------------------------------------------------- | --------------------------------------------------------------------- | --------------------------------------------------------------------- | --------------------------------------------------------------------- | --------------------------------------------------------------------- | --------------------------------------------------------------------- |
| 15-11-1975                                                            | Parigi                                                                | Francia                                                               | 0 – 0                                                                 | Belgio                                                                | Qual. Euro 1976                                                       | -                                                                     |                                                                       |
| 25-4-1976                                                             | Rotterdam                                                             | Paesi Bassi                                                           | 1 – 0                                                                 | Belgio                                                                | Qual. Euro 1976                                                       | -                                                                     |                                                                       |
| 22-5-1976                                                             | Bruxelles                                                             | Belgio                                                                | 1 – 2                                                                 | Paesi Bassi                                                           | Qual. Euro 1976                                                       | -                                                                     |                                                                       |
| 3-9-1977                                                              | Bruxelles                                                             | Belgio                                                                | 4 – 0                                                                 | Islanda                                                               | Qual. Mondiali 1978                                                   | -                                                                     |                                                                       |
| 26-10-1977                                                            | Amsterdam                                                             | Paesi Bassi                                                           | 1 – 0                                                                 | Belgio                                                                | Qual. Mondiali 1978                                                   | -                                                                     |                                                                       |
| 21-12-1977                                                            | Liegi                                                                 | Belgio                                                                | 0 – 1                                                                 | Italia                                                                | Amichevole                                                            | -                                                                     | 46’                                                                   |
| 22-3-1978                                                             | Charleroi                                                             | Belgio                                                                | 1 – 0                                                                 | Austria                                                               | Amichevole                                                            | -                                                                     | 46’                                                                   |
| 20-9-1978                                                             | Lokeren                                                               | Belgio                                                                | 1 – 1                                                                 | Norvegia                                                              | Qual. Euro 1980                                                       | -                                                                     |                                                                       |
| 11-10-1978                                                            | Lisbona                                                               | Portogallo                                                            | 1 – 1                                                                 | Belgio                                                                | Qual. Euro 1980                                                       | -                                                                     |                                                                       |
| 15-11-1978                                                            | Tel Aviv                                                              | Israele                                                               | 1 – 0                                                                 | Belgio                                                                | Amichevole                                                            | -                                                                     |                                                                       |
| 28-3-1979                                                             | Anderlecht                                                            | Belgio                                                                | 1 – 1                                                                 | Austria                                                               | Qual. Euro 1980                                                       | 1                                                                     |                                                                       |
| 2-5-1979                                                              | Vienna                                                                | Austria                                                               | 0 – 0                                                                 | Belgio                                                                | Qual. Euro 1980                                                       | -                                                                     | Ammonizione                                                           |
| 12-9-1979                                                             | Oslo                                                                  | Norvegia                                                              | 1 – 2                                                                 | Belgio                                                                | Amichevole                                                            | -                                                                     |                                                                       |
| 26-9-1979                                                             | Rotterdam                                                             | Paesi Bassi                                                           | 1 – 0                                                                 | Belgio                                                                | Amichevole                                                            | -                                                                     |                                                                       |
| 17-10-1979                                                            | Bruxelles                                                             | Belgio                                                                | 2 – 0                                                                 | Portogallo                                                            | Qual. Euro 1980                                                       | -                                                                     |                                                                       |
| 21-11-1979                                                            | Bruxelles                                                             | Belgio                                                                | 2 – 0                                                                 | Scozia                                                                | Qual. Euro 1980                                                       | -                                                                     |                                                                       |
| 19-12-1979                                                            | Glasgow                                                               | Scozia                                                                | 1 – 3                                                                 | Belgio                                                                | Qual. Euro 1980                                                       | -                                                                     |                                                                       |
| 27-2-1980                                                             | Bruxelles                                                             | Belgio                                                                | 5 – 0                                                                 | Lussemburgo                                                           | Amichevole                                                            | 1                                                                     |                                                                       |
| 18-3-1980                                                             | Bruxelles                                                             | Belgio                                                                | 2 – 0                                                                 | Uruguay                                                               | Amichevole                                                            | -                                                                     |                                                                       |
| 2-4-1980                                                              | Bruxelles                                                             | Belgio                                                                | 2 – 1                                                                 | Polonia                                                               | Amichevole                                                            | -                                                                     |                                                                       |
| 6-6-1980                                                              | Bruxelles                                                             | Belgio                                                                | 2 – 1                                                                 | Romania                                                               | Amichevole                                                            | -                                                                     |                                                                       |
| 12-6-1980                                                             | Torino                                                                | Inghilterra                                                           | 1 – 1                                                                 | Belgio                                                                | Euro 1980 - 1º turno                                                  | -                                                                     |                                                                       |
| 15-6-1980                                                             | Milano                                                                | Belgio                                                                | 2 – 1                                                                 | Spagna                                                                | Euro 1980 - 1º turno                                                  | -                                                                     |                                                                       |
| 18-6-1980                                                             | Roma                                                                  | Italia                                                                | 0 – 0                                                                 | Belgio                                                                | Euro 1980 - 1º turno                                                  | -                                                                     | Ammonizione                                                           |
| 22-6-1980                                                             | Roma                                                                  | Belgio                                                                | 1 – 2                                                                 | Germania Ovest                                                        | Euro 1980 - Finale                                                    | 1                                                                     | Ammonizione                                                           |
| 15-10-1980                                                            | Dublino                                                               | Irlanda                                                               | 1 – 1                                                                 | Belgio                                                                | Qual. Mondiali 1982                                                   | -                                                                     |                                                                       |
| 19-11-1980                                                            | Bruxelles                                                             | Belgio                                                                | 1 – 0                                                                 | Paesi Bassi                                                           | Qual. Mondiali 1982                                                   | -                                                                     |                                                                       |
| 21-12-1980                                                            | Nicosia                                                               | Cipro                                                                 | 0 – 2                                                                 | Belgio                                                                | Qual. Mondiali 1982                                                   | -                                                                     |                                                                       |
| 18-2-1981                                                             | Bruxelles                                                             | Belgio                                                                | 3 – 2                                                                 | Cipro                                                                 | Qual. Mondiali 1982                                                   | -                                                                     |                                                                       |
| 25-3-1981                                                             | Bruxelles                                                             | Belgio                                                                | 1 – 0                                                                 | Irlanda                                                               | Qual. Mondiali 1982                                                   | -                                                                     |                                                                       |
| 29-4-1981                                                             | Parigi                                                                | Francia                                                               | 3 – 2                                                                 | Belgio                                                                | Qual. Mondiali 1982                                                   | -                                                                     |                                                                       |
| 14-10-1981                                                            | Rotterdam                                                             | Paesi Bassi                                                           | 3 – 0                                                                 | Belgio                                                                | Qual. Mondiali 1982                                                   | -                                                                     |                                                                       |
| 16-12-1981                                                            | Valencia                                                              | Spagna                                                                | 2 – 0                                                                 | Belgio                                                                | Amichevole                                                            | -                                                                     |                                                                       |
| 24-3-1982                                                             | Bruxelles                                                             | Belgio                                                                | 4 – 1                                                                 | Romania                                                               | Amichevole                                                            | -                                                                     |                                                                       |
| 28-4-1982                                                             | Bruxelles                                                             | Belgio                                                                | 0 – 1                                                                 | Bulgaria                                                              | Amichevole                                                            | -                                                                     | 8’                                                                    |
| 6-6-1984                                                              | Bruxelles                                                             | Belgio                                                                | 2 – 2                                                                 | Ungheria                                                              | Amichevole                                                            | -                                                                     |                                                                       |
| 13-6-1984                                                             | Lens                                                                  | Jugoslavia                                                            | 0 – 2                                                                 | Belgio                                                                | Euro 1984 - 1º turno                                                  | -                                                                     |                                                                       |
| 16-6-1984                                                             | Nantes                                                                | Francia                                                               | 5 – 0                                                                 | Belgio                                                                | Euro 1984 - 1º turno                                                  | -                                                                     | 46’                                                                   |
| 19-6-1984                                                             | Strasburgo                                                            | Belgio                                                                | 2 – 3                                                                 | Danimarca                                                             | Euro 1984 - 1º turno                                                  | -                                                                     | 68’                                                                   |
| 5-9-1984                                                              | Bruxelles                                                             | Belgio                                                                | 0 – 2                                                                 | Argentina                                                             | Amichevole                                                            | -                                                                     | 50’                                                                   |
| 17-10-1984                                                            | Bruxelles                                                             | Belgio                                                                | 3 – 1                                                                 | Albania                                                               | Qual. Mondiali 1986                                                   | -                                                                     | cap.                                                                  |
| 27-3-1985                                                             | Bruxelles                                                             | Belgio                                                                | 2 – 0                                                                 | Grecia                                                                | Qual. Mondiali 1986                                                   | -                                                                     |                                                                       |
| 1-5-1985                                                              | Bruxelles                                                             | Belgio                                                                | 2 – 0                                                                 | Polonia                                                               | Qual. Mondiali 1986                                                   | -                                                                     |                                                                       |
| 11-9-1985                                                             | Chorzów                                                               | Polonia                                                               | 0 – 0                                                                 | Belgio                                                                | Qual. Mondiali 1986                                                   | -                                                                     |                                                                       |
| 16-10-1985                                                            | Anderlecht                                                            | Belgio                                                                | 1 – 0                                                                 | Paesi Bassi                                                           | Qual. Mondiali 1986                                                   | -                                                                     |                                                                       |
| 20-11-1985                                                            | Rotterdam                                                             | Paesi Bassi                                                           | 2 – 1                                                                 | Belgio                                                                | Qual. Mondiali 1986                                                   | -                                                                     |                                                                       |
| 23-4-1986                                                             | Bruxelles                                                             | Belgio                                                                | 2 – 0                                                                 | Bulgaria                                                              | Amichevole                                                            | -                                                                     |                                                                       |
| 19-5-1986                                                             | Bruxelles                                                             | Belgio                                                                | 1 – 3                                                                 | Jugoslavia                                                            | Amichevole                                                            | -                                                                     | 46’                                                                   |
| 3-6-1986                                                              | Città del Messico                                                     | Messico                                                               | 2 – 1                                                                 | Belgio                                                                | Mondiali 1986 - 1º turno                                              | -                                                                     |                                                                       |
| 8-6-1986                                                              | Toluca                                                                | Belgio                                                                | 2 – 1                                                                 | Iraq                                                                  | Mondiali 1986 - 1º turno                                              | -                                                                     |                                                                       |
| Totale                                                                |                                                                       | Presenze                                                              | 50                                                                    |                                                                       | Reti                                                                  | 3                                                                     |                                                                       |

## Palmarès

### Giocatore

#### Club
- Campionato belga: 6

Club Bruges: 1975-1976, 1976-1977, 1977-1978, 1979-1980
Anderlecht: 1984-1985, 1985-1986
- Coppa del Belgio: 1

Club Bruges: 1976-1977
- Supercoppa del Belgio: 1

Club Bruges: 1980
Anderlecht: 1985

### Allenatore

#### Club
- Coppa dei Paesi Bassi: 1

Twente: 2000-2001

#### Individuale
- Allenatore belga dell'anno: 1

1991